# Golpe de Estado no Níger em 2010
O golpe de Estado no Níger em 2010 foi dado em 18 de fevereiro. Militares tiraram do poder o presidente Mamadou Tandja, que foi preso no palácio presidencial. 

## Golpe
O golpe de Estado ocorreu quando um grupo de soldados de um quartel em Tondibia, perto de Niamey, entrou na cidade com veículos blindados ao meio-dia de 18 de fevereiro de 2010 e abriu fogo contra o palácio presidencial. A ação ocorreu quando o presidente Mamadou Tandja estava presidindo uma reunião do governo. Tiros e explosões perto do palácio presidencial foram ouvidos "sem parar" por cerca de 30 minutos, seguidos por "tiroteios esporádicos". Como resultado do ataque, Tandja foi capturado pelos soldados rebeldes.
Pelo menos dez pessoas, incluindo quatro soldados, foram mortos. O governo francês pediu aos cidadãos franceses em Niamey que permanecessem em ambientes fechados por segurança.

Após o início da violência, as ruas do centro da cidade ficaram desertas, enquanto os civis procuravam fugir dos eventos. A estação de rádio nacional Voix du Sahel continuou a transmitir, embora tenha sido interrompida por 15 minutos. Posteriormente, não mencionou a violência durante uma reportagem normal da tarde e tocou música tradicional. 

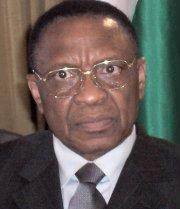
Tandja Mamadou, presidente do Níger capturado pelo golpe de Estado.

O governo do Níger foi assumido por Salou Djibo. Após executaram o golpe, os militares estabeleceram o Conselho Supremo para a Restauração da Democracia (CSRD), anunciando a abolição da Constituição e a dissolução do governo. Em comunicado lido pela rádio estatal em 22 de fevereiro, o autodenominado CSRD informou que Djibo "exercerá as funções de chefe de Estado e de Governo". Segundo a nota, essa decisão se refere à "organização de poderes e à criação de novas instituições durante o período de transição", mas não diz a duração desse período. Posteriormente, o grupo decretou toque de recolher e fechou as fronteiras com os outros países.

Localização do Níger.

Sete ministros do governo de Tandja ficaram sob poder da junta militar, que porém, garantiu ter libertado todos, acusaram dois dirigentes do antigo partido no poder, o  Movimento Nacional para a Sociedade do Desenvolvimento (MNSD). "Há cinco ministros que continuam detidos pela junta, provavelmente em Niamey", afirmou o diretor de comunicação do partido. Ele citou os ministros do Interior, Albadeh Abouba, de Infraestruturas, Lamido Moumouni, das Finanças, Ali Lamine Zène, das Relações Exteriores, Aichatou Mindaoudou, e dos Transportes, Issa Mazou. "Outros dois ministros, o da Defesa, Djida Hamadou, e o da Justiça, Garba Lompo, também estão entre os detidos pela junta militar", afirmou mais tarde Ali Sabo, vice-presidente do partido.

## Reação internacional

### Países
- França: O governo francês condenou a tomada do poder por "vias não constitucionais", e pediu diálogo para sair da crise em sua ex-colônia.[10]
- Líbia: Com uma visita agendada para Cabo Verde, o secretário-geral do Comitê Popular da Líbia, Baghdadi Mahmoudi, adiou a essa visita, devido à crise político-militar no Níger, com o qual a Líbia tem uma fronteira.[11]
- Senegal:  O ministro dos Negócios Estrangeiros do Senegal, Madické Niang, disse no dia 19 de fevereiro, em Niamey, capital do Níger, que o seu país vai fazer tudo para permitir o regresso da democracia ao país. "Conhecendo a qualidade dos nigerinos, estou convencido de que poderemos ajudar este país a reencontrar a estabilidade política", disse o enviado do Presidente senegalês, Abdoulaye Wade, nomeado recentemente mediador da Comunidade Econômica dos Estados da África Ocidental (CEDEAO) para a crise nigerina. O ministro disse estar "muito satisfeito" pelo seu encontro com o chefe da Junta, Djibo Salou. "É um homem aberto, disponível. Soubemos que os membros do Governo foram libertados, que o Presidente Tandja encontra-se em excelentes condições e está sendo bem tratado", afirmou.[12]

### Organizações
- Cruz Vermelha: Uma delegação da Cruz Vermelha encontrou-se com o presidente deposto, Mamadou Tanja, para se inteirar das condições da sua detenção. Segundo o CSRD, o Presidente "está muito bem, encontra-se numa vivenda da presidência e pode ver a qualquer momento o seu médico pessoal". "A sua família vive atualmente no seu domicílio privado em Niamey, autorizamos uma delegação da Cruz Vermelha que deseja visitar-lhe para se inquirir das condições da sua detenção", indicou.[13]
- União Africana: A UA puniu o Níger pelo golpe, suspendendo-o das atividades a serem realizadas, anunciou o embaixador de Uganda na UA, Mull Sebuja Katende, que preside o Conselho de Paz e Segurança da União Africana, ao final de uma reunião em Addis Abeba, na Etiópia. "A partir deste dia [19 de fevereiro], o Níger não participará mais de nossas atividades", anunciou. "Condenamos o golpe de Estado e impusemos uma sanção ao Níger: está suspenso de todas as atividades da União Africana", declarou Sebuja Katende.[14]
- Nações Unidas: O secretário-geral, Ban Ki-moon, condenou o golpe, e expressou a disposição do organismo internacional para ajudar a resolver a crise de forma pacífica e duradoura. Ban "condena o golpe de Estado no Níger e reitera sua desaprovação de toda mudança anticonstitucional de Governo, assim como toda tentativa de permanecer no poder por meios não-constitucionais", afirmou o porta-voz, Martin Nesirky, por meio de um comunicado. O responsável da ONU "leva em conta a declaração do grupo de que sua intenção é restabelecer a ordem constitucional no Níger", afirmou o porta-voz. Ban também pede ao grupo para "trabalhar para conseguir em prol desse objetivo de maneira pactuada e inclusiva, com o conjunto da sociedade nigerina". Além disso, o comunicado pede "calma e respeito do estado de direito no Níger, da mesma forma que dos direitos humanos".[8]